# ماهر حداد
ماهر حداد (بالإنجليزية: Maher Haddad)‏ (مواليد 15 أكتوبر 1988 في باريس في فرنسا لاعب كرة قدم تونسي يجيد اللعب في خط الوسط في شبيبة القيروان. 

## روابط خارجية
- ماهر حداد على موقع قاعدة بيانات كرة القدم.إي يو (الإنجليزية)
- ماهر حداد على موقع ليكيب (الفرنسية)
- ماهر حداد على موقع Soccerway.com (الإنجليزية)
- ماهر حداد على موقع كووورة

- ماهر حداد